# Багабурульское сельское муниципальное образование
Багабурульское сельское муниципальное образование — сельское поселение в Ики-Бурульском районе Калмыкии. Административный центр и единственный населённый пункт в составе СМО — посёлок Бага-Бурул.

## География
Поселение расположено в южной части Ергенинской возвышенности. Граничит на востоке с Утсалинским, на юге — с Ики-Бурульским, на западе — с Приманычским, на севере — с Оргакинским СМО, на северо-востоке — с Яшкульским районом (Гашунское СМО).

## История
Бага-Бурульский сельсовет был образован в 1966 году

## Население
| 2002 | 2010 | 2012 | 2013 | 2014 | 2015 | 2016 |
| ---- | ---- | ---- | ---- | ---- | ---- | ---- |
| 615  | ↘610 | ↘606 | ↘599 | ↘597 | ↗612 | ↘606 |
| 2017 | 2018 | 2019 | 2020 | 2021 |      |      |
| ↗610 | ↘595 | ↘568 | ↘543 | ↘508 |      |      |

По состоянию на 01.01.2012 г. население СМО составляет 610 человек или 5,4 % населения Ики-Бурульского района.

### Национальный состав
По данным Всероссийской переписи населения 2010 года:
| Национальность | Численность (чел.) | Процентное соотношение |
| -------------- | ------------------ | ---------------------- |
| Калмыки        | 344                | 56,39%                 |
| Даргинцы       | 153                | 25,08%                 |
| Русские        | 85                 | 13,93%                 |
| Другие         | 28                 | 4,59%                  |
| Всего          | 610                | 100,00%                |

## Экономика
Основная отрасль экономики поселения — сельское хозяйство. На территории СМО действуют СПК «Бага-Бурул», КФХ и ЛПХ.